# Амброђо (Ферара)
Амброђо (итал. Ambrogio) је насеље у Италији у округу Ферара, региону Емилија-Ромања.
Према процени из 2011. у насељу је живело 959 становника. Насеље се налази на надморској висини од 0 м.